# Titularerzbistum Velebusdus
Velebusdus, (bulgarisch Welbaschd) ist ein Titularbistum der römisch-katholischen Kirche.
Nach der Christianisierung der Bulgarischen Reiches wurde Welbaschd Sitz eines Erzbischofs der bulgarischen Kirche.
Seit 1953 wird er als Titularerzbischofssitz der römisch-katholischen Kirche vergeben.
Von 1989 bis 2016 war der Sitz des Titularerzbischofs von Velebusdus vakant.
| Nr. | Name                                                   | Amt                                                                | von               | bis               |
| --- | ------------------------------------------------------ | ------------------------------------------------------------------ | ----------------- | ----------------- |
| 1   | Ferdinand Stanislaus Pawlikowski Titularerzbischof     | emeritierter Bischof in Seckau (Österreich)                        | 7. Dezember 1953  | 31. Juli 1956     |
| 2   | Aston Sebastian Joseph Chichester SJ Titularerzbischof | emeritierter Erzbischof von Salisbury (Simbabwe)                   | 23. November 1956 | 24. Oktober 1962  |
| 3   | Antônio de Almeida Lustosa SDB Titularerzbischof       | emeritierter Erzbischof von Fortaleza (Brasilien)                  | 16. Februar 1963  | 16. März 1971     |
| 4   | Eugène Klein MSC Titularerzbischof                     | Koadjutorerzbischof von Nouméa (Neukaledonien) (Pazifischer Ozean) | 5. Juni 1971      | 7. April 1972     |
| 5   | Peter Yariyok Jatau Titularerzbischof                  | Koadjutorerzbischof von Kaduna (Nigeria)                           | 26. Juni 1972     | 10. April 1975    |
| 6   | Enzio d’Antonio Titularerzbischof                      | emeritierter Erzbischof von Campobasso-Boiano (Italien)            | 24. Juni 1979     | 13. Mai 1982      |
| 7   | José Manuel Estepa Llaurens Titularerzbischof          | Militärerzbischof von Spanien                                      | 30. Juli 1983     | 18. November 1989 |
| 8   | Gábor Pintér                                           | Apostolischer Nuntius                                              | 13. Mai 2016      |                   |